# Platja El Yaque
La Platja El Yaque (Playa El Yaque) és una platja a l'Illa Margarita a Veneçuela de coneguda per ser un dels un dels millors llocs amb condicions ideals per a practicar surf de vela i surf d'estel. Atrau aficionats d'arreu del món, especialment d'Europa. Prop de la platja hi ha una àmplia gamma d'instal·lacions, com ara múltiples hotels, botigues i restaurants, i també hi ha diversos centres que ofereixen material esportiu.
La platja és a la costa sud de l'Illa de Margarita, a uns tres quilòmetres de l'aeroport internacional de l'illa.